# Episodi di Amici per la pelle (sesta stagione)
La sesta stagione della serie televisiva Amici per la pelle è stata trasmessa in anteprima in Germania dalla ZDF tra il 27 febbraio 1997 e il 22 maggio 1997.
| nº | Titolo originale | Titolo italiano | Prima TV Germania | Prima TV Italia |
| -- | ---------------- | --------------- | ----------------- | --------------- |
| 1  | Liebesnacht      |                 | 27 febbraio 1997  |                 |
| 2  | Schönheitskult   |                 | 6 marzo 1997      |                 |
| 3  | Schwesterherz    |                 | 13 marzo 1997     |                 |
| 4  | Achillesferse    |                 | 20 marzo 1997     |                 |
| 5  | Gewissensnöte    |                 | 27 marzo 1997     |                 |
| 6  | Spurensuche      |                 | 3 aprile 1997     |                 |
| 7  | Treueschwüre     |                 | 10 aprile 1997    |                 |
| 8  | Sirenengesang    |                 | 17 aprile 1997    |                 |
| 9  | Regenbogen       |                 | 24 aprile 1997    |                 |
| 10 | Geiselnahme      |                 | 1º maggio 1997    |                 |
| 11 | Hochzeit         |                 | 8 maggio 1997     |                 |
| 12 | Funnybaby        |                 | 15 maggio 1997    |                 |
| 13 | Damenwahl        |                 | 22 maggio 1997    |                 |